# Iahnî, Mîronivka
Iahnî (în ucraineană Яхни) este localitatea de reședință a comunei Iahnî din raionul Mîronivka, regiunea Kiev, Ucraina. În secolul al XIX-lea, satul făcea parte din volostul Vilhoveț, uezdul Kaniv.

## Demografie
Componența lingvistică a localității Iahnî
     Ucraineană (98,67%)
     Rusă (1,33%)
Conform recensământului din 2001, majoritatea populației localității Iahnî era vorbitoare de ucraineană (98,67%), existând în minoritate și vorbitori de rusă (1,33%).